# Curbură Ricci
În geometria diferențială, tensorul de curbură Ricci, numit după Gregorio Ricci-Curbastro, reprezintă cantitatea prin care volumul unei porțiuni conice înguste, dintr-o bilă geodezică mică, într-o varietate riemanniană⁠(d) curbată diferă față de cea a bilei standard din spațiul euclidian. Ca atare, ea oferă o modalitate de a măsura gradul în care geometria determinată de o anumită metrică riemanniană⁠(d) poate fi diferită de cea a n-spațiului euclidian. Tensorul Ricci este definit pe orice varietate pseudo-riemanniană⁠(d), ca urmă a tensorului de curbură Riemann . Ca și în cazul metricii însăși, tensorul Ricci este o formă biliniară simetrică⁠(d) pe spațiul tangent⁠(d) al varietății (Besse 1987, p. 43).
În teoria relativității, tensorul Ricci este partea din curbura spațiului care determină gradul în care materia va avea tendința să conveargă sau să diveargă în timp (prin ecuația Raychaudhuri⁠(d)). El este legat de conținutul materiei din univers prin intermediul ecuației de câmp Einstein. În geometria diferențială, limitele inferioare ale tensorului Ricci pe o varietate riemanniană permit să se extragă informații geometrice și topologice globale prin comparație (conform teoremei comparației⁠(d)) cu geometria unei forme spațiale⁠(d) de curbură constantă. Dacă tensorul Ricci satisface ecuația lui Einstein în vid, atunci varietatea este o varietate Einstein⁠(d), care a fost extensiv studiată (cf. Besse 1987. ). În acest sens, ecuația fluxului Ricci⁠(d) guvernează evoluția unei metrici date în raport cu o metrică Einstein; modul precis în care se produce acest lucru duce în cele din urmă la rezolvarea conjecturii Poincaré.

## Definiție
Se presupune că (M, g) este o varietate riemanniană⁠(d) n-dimensională, echipată conexiunea Levi-Civita⁠(d) ∇. Tensorul curburii riemanniene al lui M este (1, 3)-tensorul definit de 
{\displaystyle R(X,Y)Z=\nabla _{X}\nabla _{Y}Z-\nabla _{Y}\nabla _{X}Z-\nabla _{[X,Y]}Z}{\displaystyle R(X,Y)Z=\nabla _{X}\nabla _{Y}Z-\nabla _{Y}\nabla _{X}Z-\nabla _{[X,Y]}Z}{\displaystyle R(X,Y)Z=\nabla _{X}\nabla _{Y}Z-\nabla _{Y}\nabla _{X}Z-\nabla _{[X,Y]}Z}
pe câmpurile de vectori X, Y, Z. Cu TpM se notează spațiul tangent⁠(d) la M într-un punct p. Pentru orice pereche de vectori tangenți ξ și η din TpM, tensorul Ricci Ric evaluat în (ξ, η) este definit a fi urma aplicației liniare TpM → TpM dată de 
{\displaystyle \zeta \mapsto R(\zeta ,\eta )\xi .}
În coordonatele locale⁠(d) (folosind convenția de însumare Einstein⁠(d) ), avem 
{\displaystyle \operatorname {Ric} =R_{ij}\,dx^{i}\otimes dx^{j}}{\displaystyle \operatorname {Ric} =R_{ij}\,dx^{i}\otimes dx^{j}}{\displaystyle \operatorname {Ric} =R_{ij}\,dx^{i}\otimes dx^{j}}
unde 
{\displaystyle R_{ij}={R^{k}}_{ikj}.}
În termeni de tensor de curbură Riemann și simbolurile Christoffel⁠(d), avem 
{\displaystyle R_{\alpha \beta }={R^{\rho }}_{\alpha \rho \beta }=\partial _{\rho }{\Gamma ^{\rho }}_{\beta \alpha }-\partial _{\beta }{\Gamma ^{\rho }}_{\rho \alpha }+{\Gamma ^{\rho }}_{\rho \lambda }{\Gamma ^{\lambda }}_{\beta \alpha }-{\Gamma ^{\rho }}_{\beta \lambda }{\Gamma ^{\lambda }}_{\rho \alpha }=2{\Gamma ^{\rho }}_{\alpha [\beta ,\rho ]}+2{\Gamma ^{\rho }}_{\lambda [\rho }{\Gamma ^{\lambda }}_{\beta ]\alpha }.}
Datorită simetriilor tensorului de curbură Riemann, este posibil să existe un dezacord asupra convenției de semn⁠(d), deoarece 
{\displaystyle R_{\alpha \beta }=-{R^{\rho }}_{\alpha \beta \rho }},

## Proprietăți
Ca o consecință a identităților Bianchi⁠(d), tensorul Ricci al unei varietăți riemanniene este simetric⁠(d), în sensul că 
{\displaystyle \operatorname {Ric} (\xi ,\eta )=\operatorname {Ric} (\eta ,\xi ).}
Rezultă astfel că tensorul Ricci este complet determinat prin cunoașterea cantității Ric(ξ,ξ) pentru toți vectorii ξ de lungime unitară. Această funcție definită pe mulțimea de versori tangenți este adesea pur și simplu numită curbură Ricci, deoarece a o cunoaște pe ea este echivalent cu a cunoaște tensorul de curbură Ricci. 
Curbura Ricci este determinată de curburile secționale ale unei varietăți riemanniene, dar în general conține mai puține informații. Într-adevăr, dacă ξ este un vector de lungime unitate pe o n-varietate riemanniană, atunci Ric(ξ,ξ) este exact de (n − 1) ori valoarea medie a curburii secționale, luată pe toate 2-planurile care conțin ξ . Există o familie (n − 2) -dimensională a unor astfel de 2-planuri și deci numai în dimensiunile 2 și 3 tensorul Ricci determină tensorul complet al curburii. O excepție notabilă este atunci când varietatea este dată a priori ca o hipersuprafață a spațiului euclidian. A doua formă fundamentală⁠(d), care determină curbura completă prin ecuația Gauss-Codazzi⁠(d), este ea însăși determinată de tensorul Ricci, iar direcțiile principale⁠(d) ale suprafeței superioare sunt și direcțiile proprii ale tensorului Ricci. Tensorul a fost introdus de Ricci din acest motiv. 
În cazul în care funcția de curbură Ricci, Ric(ξ,ξ) este constantă pe mulțimea versorilor tangenți ξ, varietatea riemanniană este considerată a avea o curbură Ricci constantă sau a fi o varietate Einstein⁠(d). Acest lucru se întâmplă dacă și numai dacă tensorul Ricci Ric este un multiplu constant al tensorului metric g. 
Curbura Ricci este considerată utilă ca multiplu al laplacianului tensorului metric (Chow & Knopf 2004, Lema 3.32). În mod specific, în coordonatele locale armonice⁠(d), componentele satisfac 
{\displaystyle R_{ij}=-{\tfrac {1}{2}}\Delta \left(g_{ij}\right)+{\text{termeni de ordin inferior}},}
Unde {\displaystyle \Delta =\nabla \cdot \nabla } este operatorul Laplace-Beltrami⁠(d), considerat ca acționând asupra funcțiilor gij. Acest fapt motivează, de exemplu, introducerea ecuației fluxului Ricci⁠(d) ca extindere naturală a ecuației căldurii pentru metrică. Alternativ, într-un sistem normal de coordonate⁠(d) bazat în p, la punctul p
{\displaystyle R_{ij}=-{\tfrac {2}{3}}\Delta \left(g_{ij}\right).}

## Semnificație geometrică directă
În apropierea oricărui punct p dintr-o varietate riemanniană (M,g), se pot defini coordonatele locale preferate, numite coordonate normale geodezice⁠(d). Acestea sunt adaptate la metrică astfel încât geodezicele prin p corespund liniilor drepte prin origine, astfel încât distanța geodezică de la p corespunde distanței euclidiene față de origine. În aceste coordonate, tensorul metric este bine aproximat de metrica euclidiană, în sensul precis că 
{\displaystyle g_{ij}=\delta _{ij}+O\left(|x|^{2}\right).}
De fapt, luând dezvoltarea în serie Taylor a metricii aplicate pe un câmp Jacobi de-a lungul unei geodezice radiale în sistemul normal de coordonate, 
{\displaystyle g_{ij}=\delta _{ij}-{\tfrac {1}{3}}R_{ikjl}x^{k}x^{l}+O\left(|x|^{3}\right).}
În aceste coordonate, elementul de volum metric are următoarea dezvoltare în p: 
{\displaystyle d\mu _{g}=\left[1-{\tfrac {1}{6}}R_{jk}x^{j}x^{k}+O\left(|x|^{3}\right)\right]d\mu _{\rm {euclidian}},}
care rezultă prin dezvoltarea rădăcinii pătrate a determinantului metricii. 
Astfel, dacă curbura Ricci Ric(ξ,ξ) este pozitivă în direcția unui vector ξ, regiunea conică din M parcursă de o familie bine legată de segmente geodezice de lungime {\displaystyle \varepsilon }emanând de la p, cu viteza inițială în interiorul unui con mic aproximativ ξ, va avea un volum mai mic decât regiunea conică corespunzătoare din spațiul euclidian, cel puțin cu condiția ca {\displaystyle \varepsilon } să fie suficient de mic. În mod similar, dacă curbura Ricci este negativă în direcția unui vector dat ξ, o astfel de regiune conică din varietate va avea în schimb un volum mai mare decât în spațiul euclidian. 
Curbura Ricci este în esență o medie a curburilor în planele care cuprind ξ. Astfel, dacă un con emis cu o secțiune transversală inițială circulară (sau sferică) devine distorsionat într-o elipsă (elipsoid), este posibil ca distorsiunea volumului să dispară dacă distorsiunile de-a lungul axelor principale se anulează reciproc. Curbura Ricci ar dispărea apoi de-a lungul lui ξ . În aplicațiile fizice, prezența unei curburi secționale nenule nu indică neapărat prezența locală a vreunei mase; dacă o secțiune transversală inițială circulară a unui con de linii luminoase⁠(d) devine mai târziu eliptică, fără a-și schimba volumul, atunci aceasta se datorează efectelor de maree ale unei mase din altă locație.

## Aplicații
Curbura Ricci joacă un rol important în relativitatea generală, unde este termenul cheie în ecuațiile de câmp ale lui Einstein. 
Curbura Ricci apare și în ecuația fluxului Ricci⁠(d), unde o metrică riemanniană dependentă de timp este deformată în direcția minus curbura Ricci. Acest sistem de ecuații diferențiale parțiale este un analog neliniar al ecuației căldurii și a fost introdus pentru prima dată de Richard S. Hamilton⁠(d) la începutul anilor 1980. Deoarece căldura tinde să se răspândească printr-un solid până când corpul atinge o stare de echilibru de temperatură constantă, se poate spera ca fluxul Ricci să producă o geometrie de echilibru pentru o varietate pentru care curbura Ricci este constantă. Contribuțiile recente la subiect din partea lui Grigori Perelman arată acum că acest program funcționează suficient de bine în trei dimensiuni pentru a conduce la o clasificare completă a 3-varietăților compacte, de-a lungul liniei presupuse inițial de William Thurston⁠(d) în anii 1970. 
Pe o varietate Kähler⁠(d), curbura Ricci determină prima clasă Chern⁠(d) a varietății (mod torsiune). Totuși, curbura Ricci nu are o interpretare topologică analogică pe o varietate riemanniană generică. 

## Geometria și topologia globale
Iată o scurtă listă a rezultatelor globale referitoare la varietățile cu curbură Ricci pozitivă; vezi și teoremele clasice ale geometriei riemanniene⁠(d) . Pe scurt, curbura Ricci pozitivă a unei varietăți riemanniene are consecințe topologice puternice, în timp ce (pentru dimensiunea cel puțin 3), curbura Ricci negativă nu are implicații topologice. (Curbura Ricci este considerată a fi pozitivă dacă funcția de curbură Ricci Ric(ξ,ξ) este pozitivă pe mulțimea vectorilor tangenți nenuli ξ.) Sunt cunoscute unele rezultate și pentru varietăți pseudo-riemanniene. 
1. Teorema lui Myers⁠(d) afirmă că dacă curbura Ricci este limitată inferior pe o varietate riemanniană  completă cu (n − 1)k > 0, atunci varietatea are diametrul ≤ π/√k, egalitatea survenind numai dacă varietatea este izometrică cu o sferă de curbură constantă k. Prin argumentul spațiului de acoperire, rezultă că orice varietate compactă de curbură Ricci pozitivă trebuie să aibă un grup fundamental⁠(d) finit.
2. Egalitatea Bishop-Gromov⁠(d) afirmă că dacă o varietate completă m-dimensională riemanniană are o curbură Ricci nenegativă, atunci volumul unei bile este mai mic sau egal cu volumul unei bile de aceeași rază în spațiul m-euclidian. În plus, dacă cu vp(R) se notează volumul bilei cu centrul în p și de rază R din varietate, și cu V(R) = cmRm volumul bilei de rază R don spațiul m-euclidian, atunci funcția vp(R)/V(R) este crescătoare. (Ultima inegalitate poate fi generalizată la curbură arbitrară și este punctul cheie în demonstrația teoriei de compactitate a lui Gromov⁠(d).)
3. Teorema de divizare⁠(d) Cheeger-Gromoll afirmă că dacă o varietate riemanniană completă cu Ric ≥ 0 conține o linie, adică o geodezică γ astfel încât d(γ(u),γ(v)) = | u − v | pentru orice u, v ∈ ℝ, atunci este izometrică cu un spațiu produs ℝ × L. În consecință, o varietate completă de curbură Ricci pozitivă poate avea cel mult un capăt topologic. Teorema este adevărată și în cazul unor ipoteze suplimentare pentru varietăți lorentziene⁠(d) complete (de signatură metrică (+ − − ...) ) cu tensor Ricci nenegativ (Galloway 2000. ).

Aceste rezultate arată că curbura Ricci pozitivă are consecințe topologice puternice. Prin contrast, excluzând cazul suprafețelor, curbura Ricci negativă se știe acum că nu are implicații topologice; Lohkamp (1994) a arătat că orice varietate de dimensiuni mai mari decât 2 admite o metrică riemanniană de curbură Ricci negativă. (Pentru suprafețe, curbura Ricci negativă implică o curbură secțională negativă, dar acest lucru nu este destul de dramatic în toate dimensiunile mai mari.) 

## Comportamentul sub rescalare conformală
Dacă metrica g este schimbată prin înmulțirea ei cu un factor conformal e2f, se dă tensorul Ricci al metricii noi,  g̃ = e2fg (Besse 1987, p. 59) conform 
{\displaystyle {\widetilde {\operatorname {Ric} }}=\operatorname {Ric} +(2-n)\left[\nabla df-df\otimes df\right]+\left[\Delta f-(n-2)\|df\|^{2}\right]g,}{\displaystyle {\widetilde {\operatorname {Ric} }}=\operatorname {Ric} +(2-n)\left[\nabla df-df\otimes df\right]+\left[\Delta f-(n-2)\|df\|^{2}\right]g,}
unde Δ = d*d este laplacianul Hodge (de spectru pozitiv) adică opusul urmei obișnuite a hessienei. 
În special, având în vedere un punct p dintr-o varietate riemanniană, este întotdeauna posibil să se găsească valori conformale pentru metrica g pentru care tensorul Ricci dispare în p. Aceasta este însă doar o afirmație punctuală; este de obicei imposibil ca curbura Ricci să dispară identic pe întreaga varietate printr-o rescalare conformală. 
Pentru varietățile cu două dimensiuni, formula de mai sus arată că dacă f este o funcție armonică, atunci scalarea conformală g ↦ e2fg nu schimbă tensorul Ricci (deși îi schimbă totuși urma în raport cu metrica dacă f ≠ 0). 

## Tensor Ricci fără urmă
În geometria riemanniană⁠(d) și în relativitatea generală, tensorul Ricci fără urmă al unei varietăți pseudo-rimaniene (M,g) este tensorul definit de 
{\displaystyle Z=\operatorname {Ric} -{\frac {S}{n}}g,}{\displaystyle Z=\operatorname {Ric} -{\frac {S}{n}}g,}{\displaystyle Z=\operatorname {Ric} -{\frac {S}{n}}g,}
unde Ric este tensorul Ricci, S este curbura scalară, g este tensorul metric⁠(d) și n este dimensiunea lui M. Numele acestui obiect reflectă faptul că urma sa dispare automat: 
{\displaystyle Z_{ab}g^{ab}=0.}
Dacă n ≥ 3, tensorul Ricci fără urmă dispare identic dacă și numai dacă 
{\displaystyle \operatorname {Ric} =\lambda g}{\displaystyle \operatorname {Ric} =\lambda g}{\displaystyle \operatorname {Ric} =\lambda g}
pentru un λ constant. 
În matematică, aceasta este condiția ca (M,g) să fie o varietate Einstein⁠(d). În fizică, această ecuație afirmă că (M,g) este o soluție a ecuațiilor de câmp vid ale lui Einstein cu o constantă cosmologică.

## Varietăți Kähler
Pe o varietate Kähler⁠(d) X, curbura Ricci determină forma curburii⁠(d) fibratului canonic de drepte⁠(d) (Moroianu 2007, capitolul 12). Fibratul canonic de drepte este puterea exterioară a fibratului de derivate Kohler⁠(d) olomorfe: 
{\displaystyle \kappa =\wedge ^{n}\Omega _{X}.}
Conexiunea Levi-Civita corespunzătoare metricii pe X dă naștere unei conexiuni pe κ . Curbura acestei conexiuni este cea dintre cele două forme definite de 
{\displaystyle \rho (X,Y)\,{\stackrel {\text{def}}{=}}\,\operatorname {Ric} (JX,Y)}
unde J este aplicația de structură complexă⁠(d) pe fibratul tangent determinat de structura varietății Kähler. Forma Ricci este o 2-formă închisă⁠(d). Clasa sa de coomologie⁠(d) este, până la un factor real constant, prima clasă Chern⁠(d) a fibratului canonic și, prin urmare, este un invariant topologic al lui X (pentru X compact) în sensul că depinde numai de topologia lui X și a clasei de omotopie⁠(d) a structurii complexe. 
Analog, forma Ricci determină tensorul Ricci prin 
{\displaystyle \operatorname {Ric} (X,Y)=\rho (X,JY).}
În coordonatele olomorfe locale zα, forma Ricci este dată de 
{\displaystyle \rho =-i\partial {\overline {\partial }}\log \det \left(g_{\alpha {\overline {\beta }}}\right)}
unde ∂ este operatorul Dolbeault⁠(d) și 
{\displaystyle g_{\alpha {\overline {\beta }}}=g\left({\frac {\partial }{\partial z^{\alpha }}},{\frac {\partial }{\partial {\overline {z}}^{\beta }}}\right).}
Dacă tensorul Ricci dispare, atunci fibratul canonic este plat, astfel încât grupul de structură⁠(d) poate fi redus local la un subgrup al grupului SL(n,C). Totuși, varietățile Kähler au deja o holonomie⁠(d) în U(n), astfel încât holonomia (restricționată) a unei varietăți Kähler de tip Ricci este conținută în SU(n). În schimb, dacă holonomia (restrânsă) a unei varietăți rimmaniene 2n-dimensionale în SU(n), atunci varietatea este o varietate Kähler Ricci-plată (Kobayashi & Nomizu 1996).

## Generalizarea la conexiunile afine
Tensorul Ricci poate fi generalizat și la conexiuni afine⁠(d) arbitrare, unde este un invariant care joacă un rol deosebit de important în studiul geometriei proiective⁠(d) (geometria asociată geodezicelor neparameterizate) (Nomizu & Sasaki 1994). Dacă cu ∇ se notează o conexiune afină, atunci tensorul de curbură R este (1,3)-tensorul definit de 
{\displaystyle R(X,Y)Z=\nabla _{X}\nabla _{Y}Z-\nabla _{Y}\nabla _{X}Z-\nabla _{[X,Y]}Z}
pentru orice câmp de vectori X, Y, Z. Tensorul Ricci este definit ca fiind urma:
{\displaystyle \operatorname {ric} (X,Y)=\operatorname {tr} {\big (}Z\mapsto R(Z,X)Y{\big )}.}
În această situație mai generală, tensorul Ricci este simetric dacă și numai dacă există local o formă de volum⁠(d) paralelă pentru conexiune.